# Gustave Reese
Gustave Reese (New York, 29 novembre 1899 – Berkeley, 7 settembre 1977) è stato un musicologo e docente statunitense, noto principalmente per le sue opere sulla musica medioevale e rinascimentale ed in particolare per le sue due pubblicazioni Music in the Middle Ages (1940) e Music in the Renaissance (1954). Esse sono considerate come fonte di riferimento, per queste due epoche musicali, per i completi e precisi contenuti bibliografici che consentono, per quasi tutte le composizioni del periodo, un percorso a ritroso fino ai manoscritti originali.

## Biografia
Reese fu uno studioso avido di conoscenze che aveva interessi in molti settori al di fuori della musica, tra arte, architettura e letteratura. Occorre inoltre considerare che gli mancava una solida formazione musicologica. Studiò legge all'Università di New York, laureandosi nel 1921. Anche se venne ammesso al New York State Bar, scelse di proseguire gli studi conseguendo un baccellierato in musica presso la New York University che conseguì nel 1930. Nel 1927, però, era già titolare di classi di insegnamento, presso la stessa università, di musica medievale e rinascimentale. Continuò l'insegnamento saltuariamente fino al 1974, e divenne professore emerito nel 1973. Ha lavorato anche come visiting professor presso numerose università, tra cui Harvard, la Duke University, l'UCLA, la University of Southern California, l'Università del Michigan, la Oxford University e la Juilliard School of Music.
Fu uno dei membri fondatori dell'American Musicological Society (AMS) nel 1934 divenendone il suo primo segretario (1934-1946). Fu poi vice presidente nel 1946 e presidente dell'organizzazione nel 1950. Ha inoltre ricoperto posizioni nella International Musicological Society (IMS), nella Renaissance Society of America e nella Plainsong and Medieval Music Society.
Attivo anche nel settore dell'editoria musicale, ha diretto il dipartimento di pubblicazione G. Schirmer (1940-1945) ed è stato direttore delle pubblicazioni presso Carl Fischer (1945-1955). Inoltre, è stato redattore di Musical Quarterly dal 1933 fino al 1945.
Gustave Reese avuto un profondo impatto su generazioni di studenti di musica attraverso il suo insegnamento appassionato e penetrante. Egli ha lasciato un'eredità preziosa in Music in the Middle Ages e Music in the Renaissance. Questi due pilastri hanno promosso una ripresa di interesse nello studio della musica antica. Egli è spesso percepito come colui che ha sollevato le barriere, che impedivano la conoscenza della musica antica, con la sua attenta ricerca intellettuale e globale. Ha chiesto ad altri studiosi di contribuire a sezioni specializzate dei suoi libri, come con Igor Buketoff sul canto russo in Music in the Middle Ages.

## Opere
- Music in the Middle Ages: With an introduction on the music of ancient times. New York, W.W. Norton & Co., Inc., 1940. ISBN 0-393-09750-1
- Music in the Renaissance. New York, W.W. Norton & Co., Inc., 1954. ISBN 0-393-09530-4
- Essays in musicology in honor of Dragan Plamenac on his 70th birthday. Pittsburgh, University of Pittsburgh Press, c1969. ISBN 0-8229-1098-5
- Fourscore Classics of Music Literature. New York, Da Capo Press, 1970. ISBN 0-306-71620-8
- A compendium of musical practice. New York, Dover Publications, 1973. ISBN 0-486-20912-1
- Aspects of Medieval and Renaissance Music. New York, Pendragon Press, 1978 (c1966). ISBN 0-918728-07-X
- The New Grove High Renaissance Masters: Josquin, Palestrina, Lassus, Byrd, Victoria. London, Macmillan, 1984. ISBN 0-333-38237-4; New York, W.W. Norton & Co., Inc., 1984. ISBN 0-393-01689-7